# Liste der Monuments historiques in Concarneau
Die Liste der Monuments historiques in Concarneau führt die Monuments historiques in der französischen Gemeinde Concarneau auf.

## Liste der Bauwerke
| Bezeichnung                  | Beschreibung | Standort                    | Kennzeichnung | Schutzstatus | Datum | Bild           |
| ---------------------------- | ------------ | --------------------------- | ------------- | ------------ | ----- | -------------- |
| Caserne Hervo                |              | Rue Vauban (Lage)           | PA00089889    | Inscrit      | 1926  | weitere Bilder |
| Schloss Kériolet             |              | (Lage)                      | PA00089890    | Inscrit      | 1984  | weitere Bilder |
| Dolmen de Keristin-Beuzec    |              | (Lage)                      | PA00089891    | Classé       | 1967  |                |
| Kirche Notre-Dame-de-Lorette |              | Place Joseph-Limbour (Lage) | PA00089892    | Inscrit      | 1968  | weitere Bilder |
| Fort du Cabellou             |              | Allée du Fort (Lage)        | PA00089893    | Classé       | 1962  | weitere Bilder |
| Gebäude                      |              | 5/7, rue Tourville (Lage)   | PA00089894    | Inscrit      | 1971  |                |
| Ville close                  |              | (Lage)                      | PA00089895    | Classé       | 1899  | weitere Bilder |

## Liste der Objekte
- Monuments historiques (Objekte) in Concarneau in der Base Palissy des französischen Kultusministeriums